# Monae’ Nichols
Monae’ Nichols (* 24. November 1998 in Winter Haven, Florida) ist eine US-amerikanische Leichtathletin, die sich auf den Weitsprung spezialisiert hat.

## Sportliche Laufbahn
Erste Erfahrungen bei internationalen Meisterschaften sammelte Monae’ Nichols, die in Lakeland in Florida aufwuchs und an der Bethune–Cookman University sowie an der Texas Tech University studierte, bei den Hallenweltmeisterschaften 2024 in Glasgow, bei denen sie mit einer Weite von 6,85 m die Silbermedaille hinter ihrer Landsfrau Tara Davis-Woodhall gewann. Im April siegte sie mit windunterstützten 6,91 m beim Bermuda Grand Prix sowie mit 7,04 m beim USATF High Performance Meet in Chula Vista. Im August belegte sie bei den Olympischen Sommerspielen in Paris mit 6,67 s im Finale den sechsten Platz. Daraufhin wurde sie bei der Golden Gala mit 6,82 m Zweite, wie auch beim Memorial Van Damme mit 6,68 m. Im Jahr darauf belegte sie bei den Hallenweltmeisterschaften in Nanjing mit 6,49 m den achten Platz.
2025 wurde Nichols US-amerikanische Hallenmeisterin im Weitsprung.